# Baroko v Čechách (album)
Baroko v Čechách je studiové album pražské hudební skupiny Psí vojáci obsahující padesátiminutovou skladbu zkomponovanou na text Jáchyma Topola a několik dalších písní. Album bylo nahráno v listopadu 1982 a téhož roku samizdatově vydáno. Oficiálně vyšlo až roku 1993 na MC u vydavatelství Black Point. Podruhé album vyšlo roku 2000 společně s alby Psi a vojáci a Studio 1983–85 jako komplet tří CD Psi a vojáci/Baroko v Čechách/Studio 1983–85.
Skladba Baroko v Čechách vznikla roku 1981 a poprvé byla uvedena 10. července toho roku na koncertě ve sklepení pod skleníkem zámeckého parku ve Veltrusích, ještě s kytaristou Vítem Krůtou. Ten však brzy po vystoupení emigroval (koncert vzbudil pozornost tajné policie a bratři Topolové po něm byli vyslýchání StB), takže druhé (a poslední) veřejné uvedení Baroka v Čechách 1. srpna ve Všenorech kapela odehrála pouze ve třech.
Nahrávka byla pořízena L. Čepelákem v listopadu 1982 ve sklepě Davida Síse na Malé Straně, už s novým kytaristou Pavlem Cigánkem. Kromě samotné skladby Baroko v Čechách bylo nahráno i několik dalších písní z tehdejšího repertoáru skupiny, vydány byly ale až na CD z roku 2000. Před vydáním na CD byla celá nahrávka ještě digitálně remasterována.
Filip Topol o skladbě později řekl: „Když jsem v nějakých šestnácti skládal Baroko v Čechách na bráchův text, byl jsem úplně vyřízený z komunismu… Chtěl jsem psát tak temnou hudbu, že si z ní všichni komouši podřežou hrdla.“

## Seznam skladeb
| Baroko v Čechách, část I | Baroko v Čechách, část I                     | Baroko v Čechách, část I |
| Pořadí                   | Název                                        | Délka                    |
| ------------------------ | -------------------------------------------- | ------------------------ |
| 1.                       | Slunce se bojí noci a měsíc je smrt dne      | 7:08                     |
| 2.                       | A tady začíná ten příběh                     | 2:17                     |
| 3.                       | Slunce vystoupí jen občas                    | 2:14                     |
| 4.                       | Pane! Jak ubohá je moje touha!               | 3:42                     |
| 5.                       | Dnes mé srdce skuté mrazem konečně pochopilo | 0:57                     |
| 6.                       | Znamení od tebe                              | 2:04                     |
| 7.                       | Pes mne často provází                        | 2:08                     |
| 8.                       | A vystavuješ mě nové kruté zkoušce           | 4:25                     |

| Baroko v Čechách, část II | Baroko v Čechách, část II                 | Baroko v Čechách, část II |
| Pořadí                    | Název                                     | Délka                     |
| ------------------------- | ----------------------------------------- | ------------------------- |
| 9.                        | Požár se převalil                         | 1:55                      |
| 10.                       | Probuzení přišlo jako odveta mému neklidu | 4:01                      |
| 11.                       | Dnes jsem nevydržel a povolil svému hladu | 2:22                      |
| 12.                       | Pokračuji v cestě                         | 1:23                      |
| 13.                       | Ale co jsi to udělal lesu!?               | 1:54                      |
| 14.                       | Pane! Vidím jako bych hmatal světlo       | 2:03                      |
| 15.                       | Ležím na zádech a nemohu se pohnout       | 2:40                      |
| 16.                       | Zase přišla zima                          | 3:07                      |
| 17.                       | Smrtí se nekončí                          | 1:44                      |

| Ostatní        | Ostatní        | Ostatní |
| Pořadí         | Název          | Délka   |
| -------------- | -------------- | ------- |
| 18.            | Pastýři        | 4:27    |
| 19.            | Nádherná noc   | 9:01    |
| 20.            | Transport      | 3:53    |
| 21.            | Dopis Arturovi | 4:02    |
| 22.            | Vzestup        | 4:25    |
| 23.            | P.S.           | 4:36    |
| Celková délka: | Celková délka: | 76:54   |

Autorem všech textů je Jáchym Topol, kromě písně „Transport“ od Filipa Topola. První vydání z roku 1993 obsahuje kromě samotného Baroka v Čechách už jen píseň „Nádherná noc“. Ostatní písně vyšly až roku 2000. Dvě z nich nalezneme v novém zpracování i na dalších albech. „Vzestup“ na albu Mučivé vzpomínky (1997) a „Pastýři“ na albu Myši v poli (1999).

## Složení
- Filip Topol – zpěv, piano
- David Skála – bicí
- Jan Hazuka – baskytara, housle
- Pavel Cigánek – kytara, housle